# Plat à décor épigraphique
Le Plat à décor épigraphique est une céramique islamique caractéristique de l'art développé en Iran oriental et en Transoxiane aux alentours du Xe siècle, principalement lors de la dynastie samanide (819-1005). Le plat est  présenté au Musée du Louvre, après avoir fait l'objet d'un don par Alphonse Kann en 1935.

## Historique
Le Plat à décor épigraphique a été fabriqué à la fin du Xe siècle, en Iran oriental ou en Transoxiane. Les centres  de production habituellement cités pour abriter ce type de  céramique sont  Nishapur et Samarcande. On retrouve mention de ce plat dans une liste établie par le collectionneur A. Vassilieff (Kiev) qui l'aurait acquis d'une personne ayant fait des fouilles à Samarcande, à titre privé. Il est aujourd'hui présenté au Département des Arts de l'Islam du musée du Louvre (numéro d'inventaire AA 96)  après avoir fait l'objet d'un don par Alphonse Kann en 1935.

## Description
Le plat est de diamètre 37,6 cm et de hauteur 5,3 cm avec un large rebord. Il est fabriqué à partir d'une pâte argileuse avec un décor d'engobe  sous glaçure transparente. Il correspond à l'époque des premières faïences de l'histoire de la céramique. Le fond blanc crémeux met en valeur l'inscription circulaire en arabe de style koufique, de couleur brun-noir, qui se détache sur l'ensemble du rebord. Les hampes de certaines  lettres  semblent converger vers le centre du plat, dont le motif s'inspire du yin et du yang chinois. Le plat, de par ses caractéristiques, semble s'inspirer des porcelaines chinoises
Le texte de l'inscription a été  traduit initialement par le texte suivant : La science, son goût est amer au début, mais à la fin plus doux que le miel. La santé (pour le possesseur),. Aujourd'hui, la traduction admise est la suivante, à la suite de la proposition d'un épigraphiste iranien, Abdullah Ghouchani, : La magnanimité, son goût est amer au début, mais à la fin plus doux que le miel. La santé (pour le possesseur). Une inscription identique se retrouve sur une coupe conservée au Metropolitan Museum of Art de New York, sur un objet conservé au Musée national d'Iran de Téhéran et sur un autre objet du Musée du Louvre.
L'usage de telles maximes, qui s'est développé à partir du début du IXe siècle, témoigne de la diffusion de la langue arabe et du  raffinement de la dynastie samanide.
Jean Soustiel présente ce plat comme l'une des céramiques orientales les plus convoitées de l'histoire des arts du feu.

## Des céramiques semblables

### Les classements de C. Wilkinson et A. Ghouchani
Les coupes caractéristiques de ce modèle à décor calligraphique circulaire, rythmé par les hampes de certaines lettres  convergeant vers une zone centrale, appartiennent à l'un des huit groupes répertoriés par Charles K. Wilkinson dans la classification qu'il a réalisée des céramiques fabriquées à Nishapur ; ce groupe intègre également, par ses caractéristiques semblables, celles fabriquées à Samarcande à la même époque.
Ce même groupe a été divisé en quatre sous-groupes en fonction des caractéristiques de l'écriture : hampes droites ou incurvées, traits d'écriture plus ou moins épais, présence ou non de hampes nouées et d'excroissances végétales.

### Quelques céramiques semblables à travers le monde

Céramiques semblables au plat à décor épigraphié du musée du Louvre
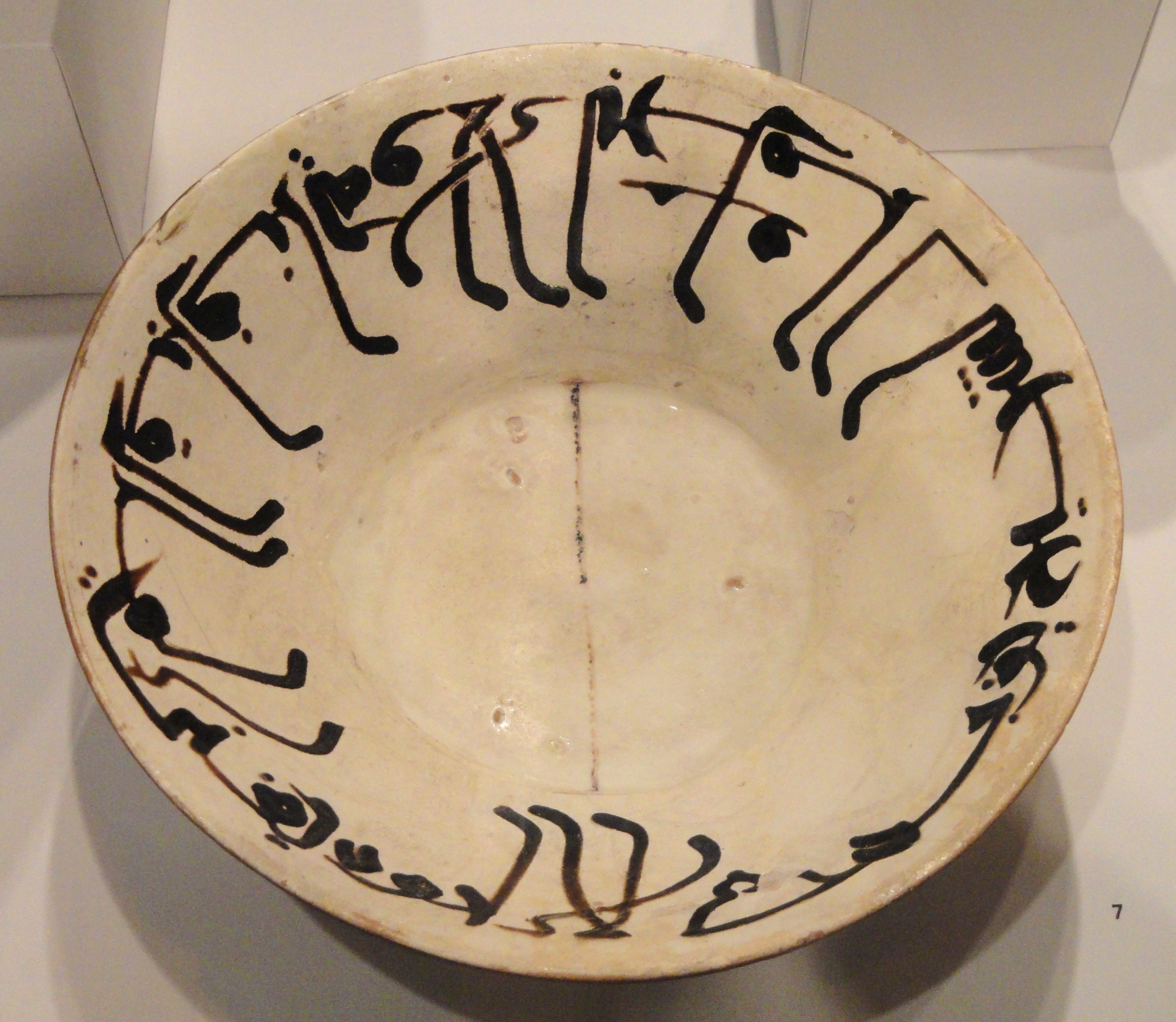
Plat à décor épigraphié, Arthur M. Sackler Museum, Cambridge, Massachusetts, États-Unis.
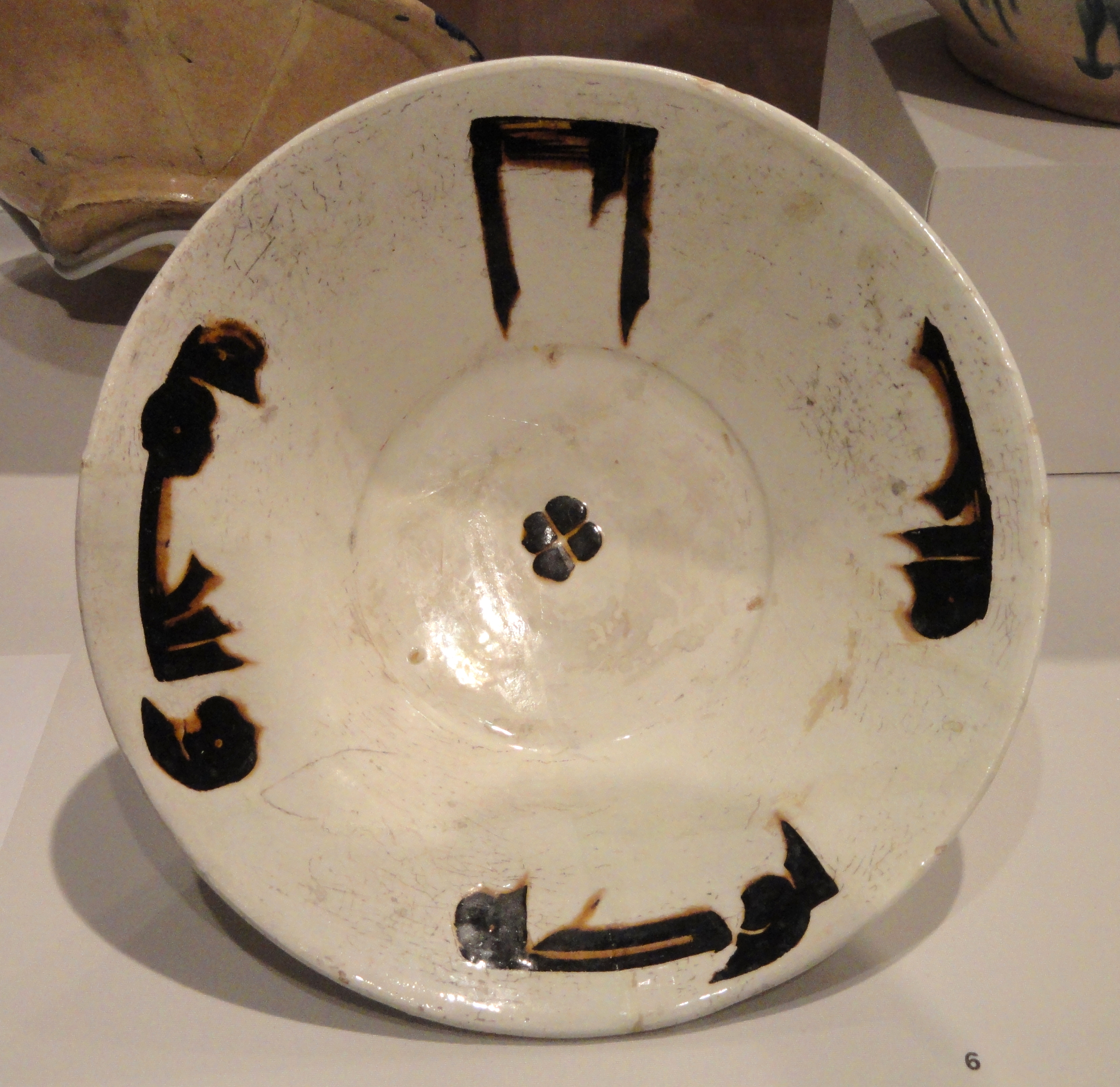
Plat à décor épigraphié, Arthur M. Sackler Museum, Cambridge, Massachusetts, États-Unis.
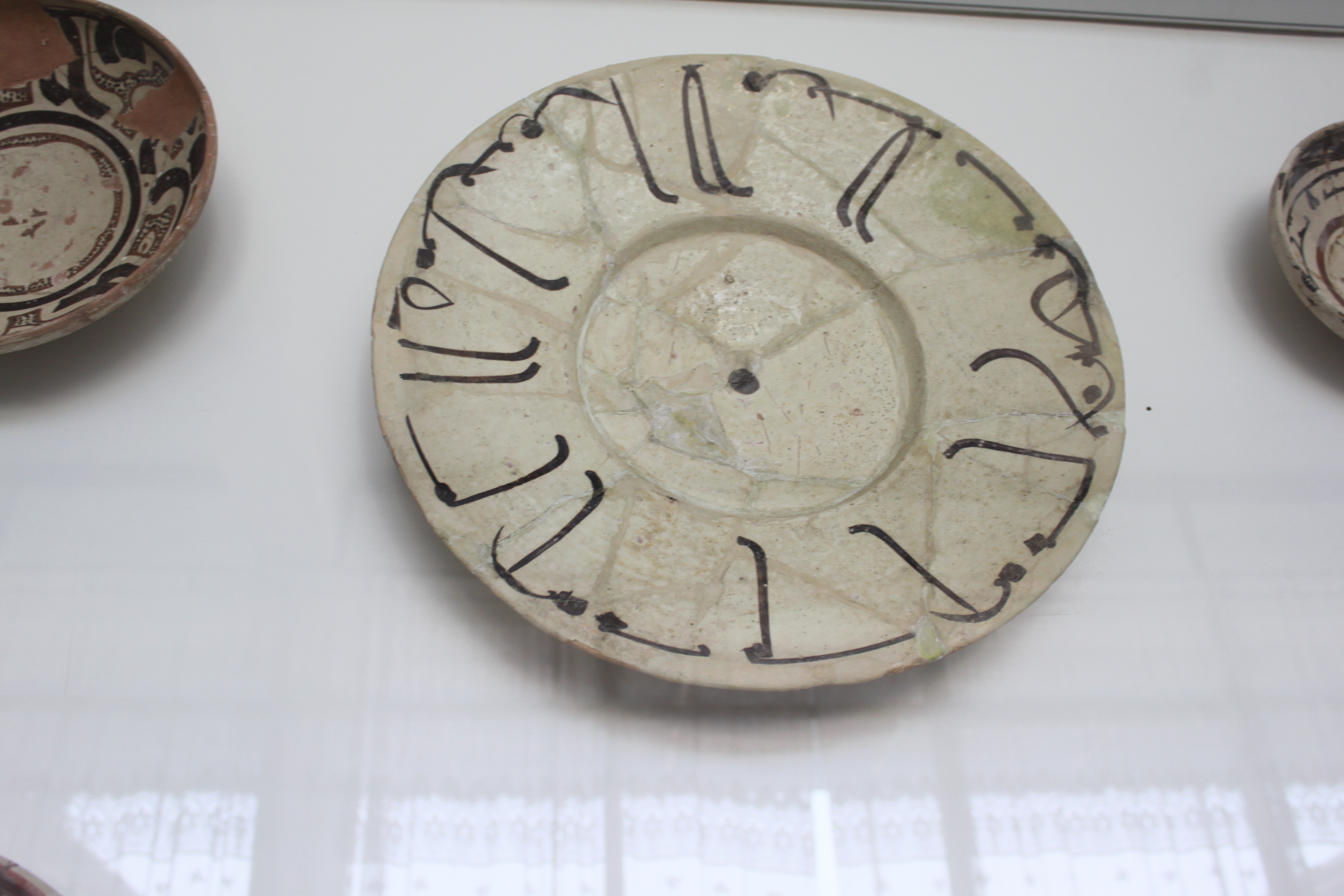
Plat à décor épigraphié, Afrasiyab museum, Samarcande.
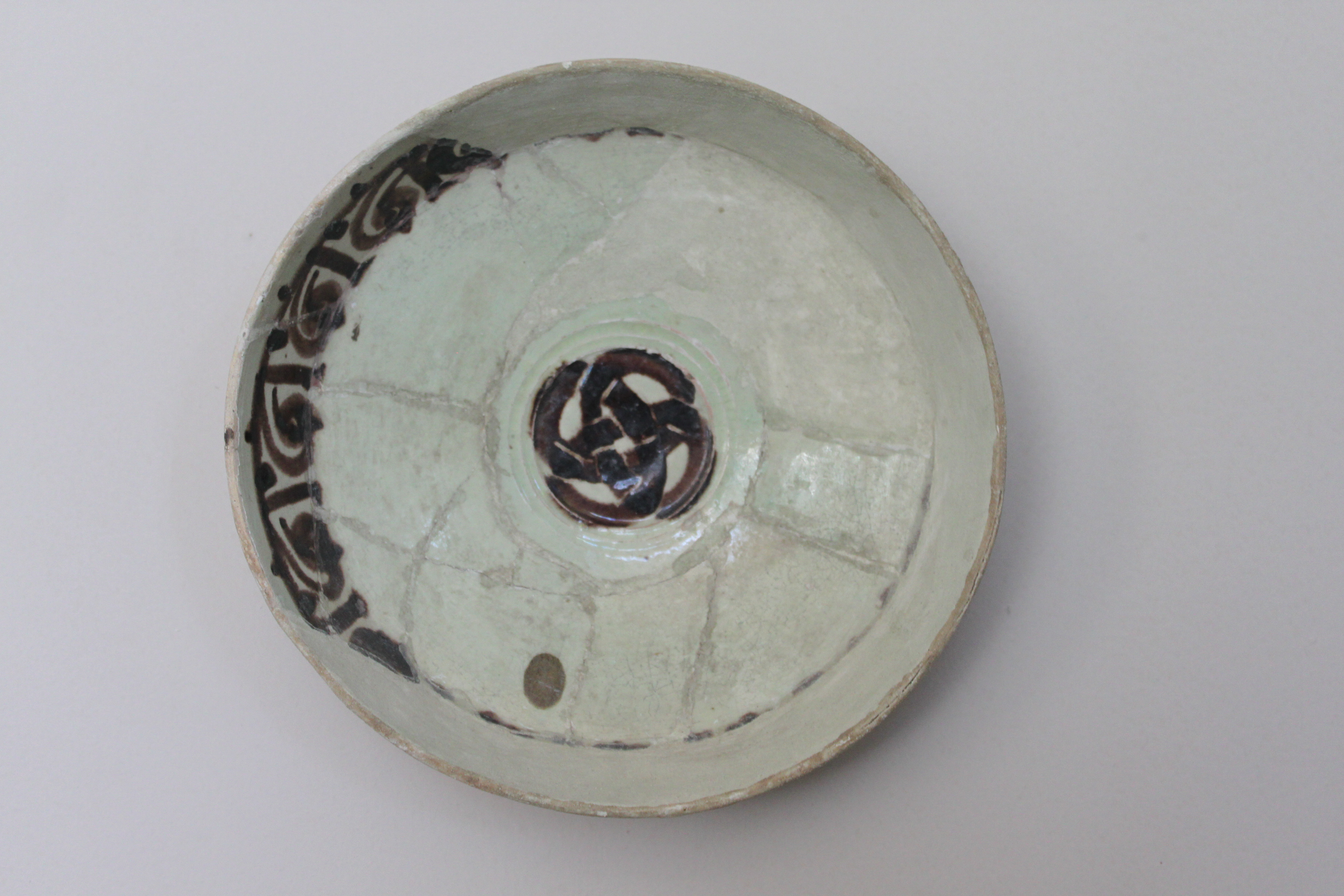
Plat à décor épigraphié, Afrasiyab museum, Samarcande.
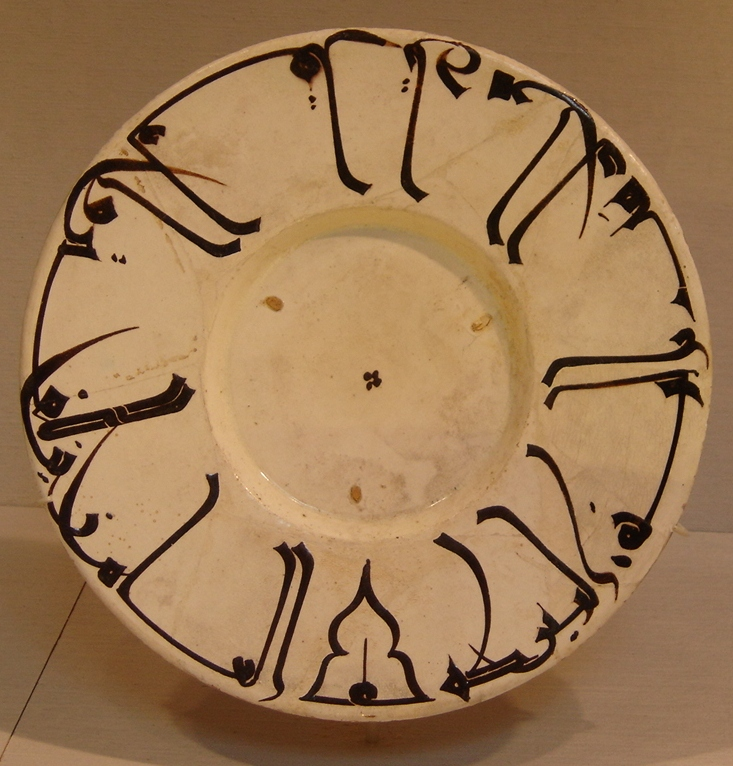
Plat à décor épigraphié, Metropolitan Museum of Art, New York.
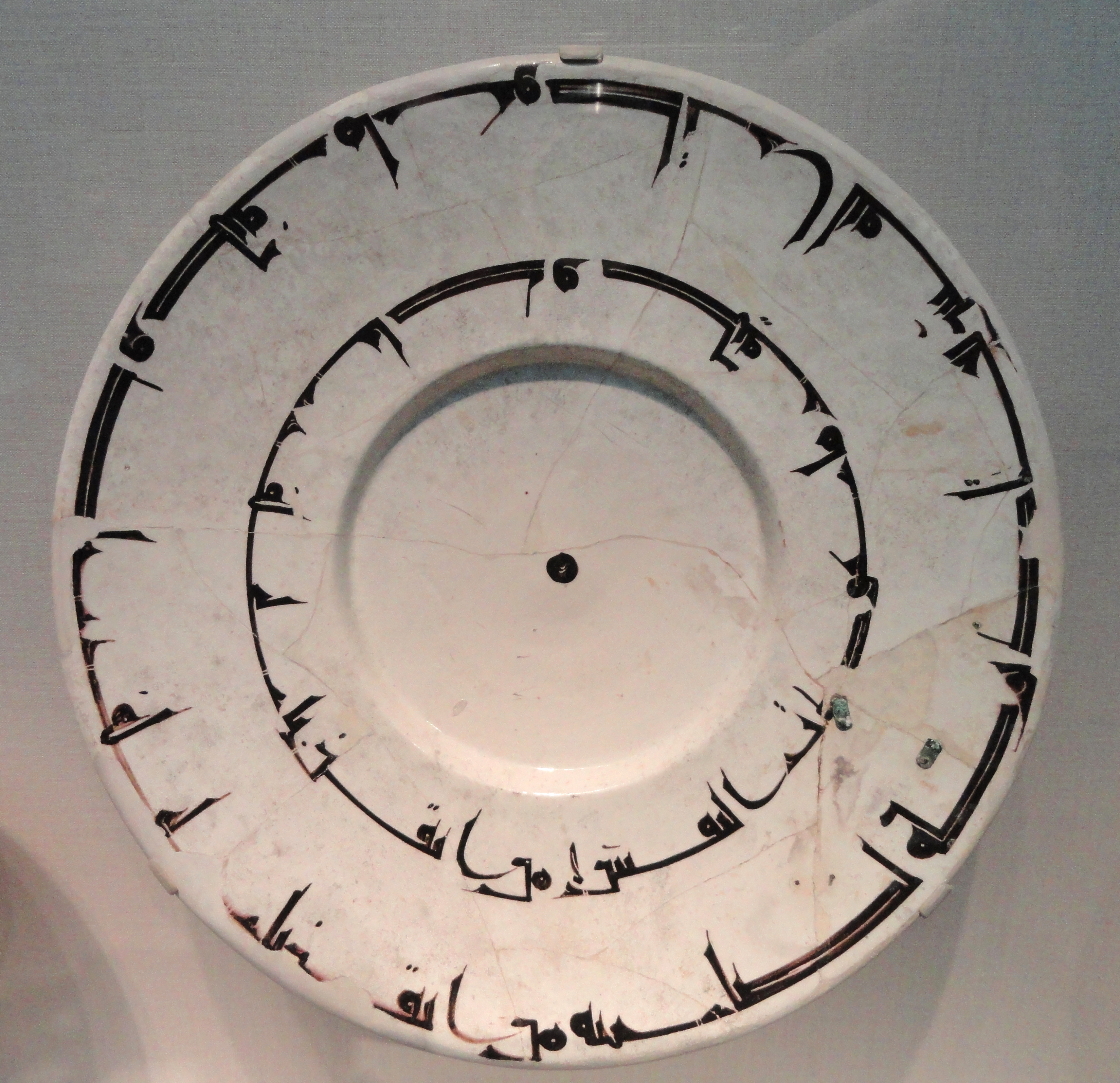
Plat à décor épigraphié, Freer Gallery of Art, Washington, D.C.
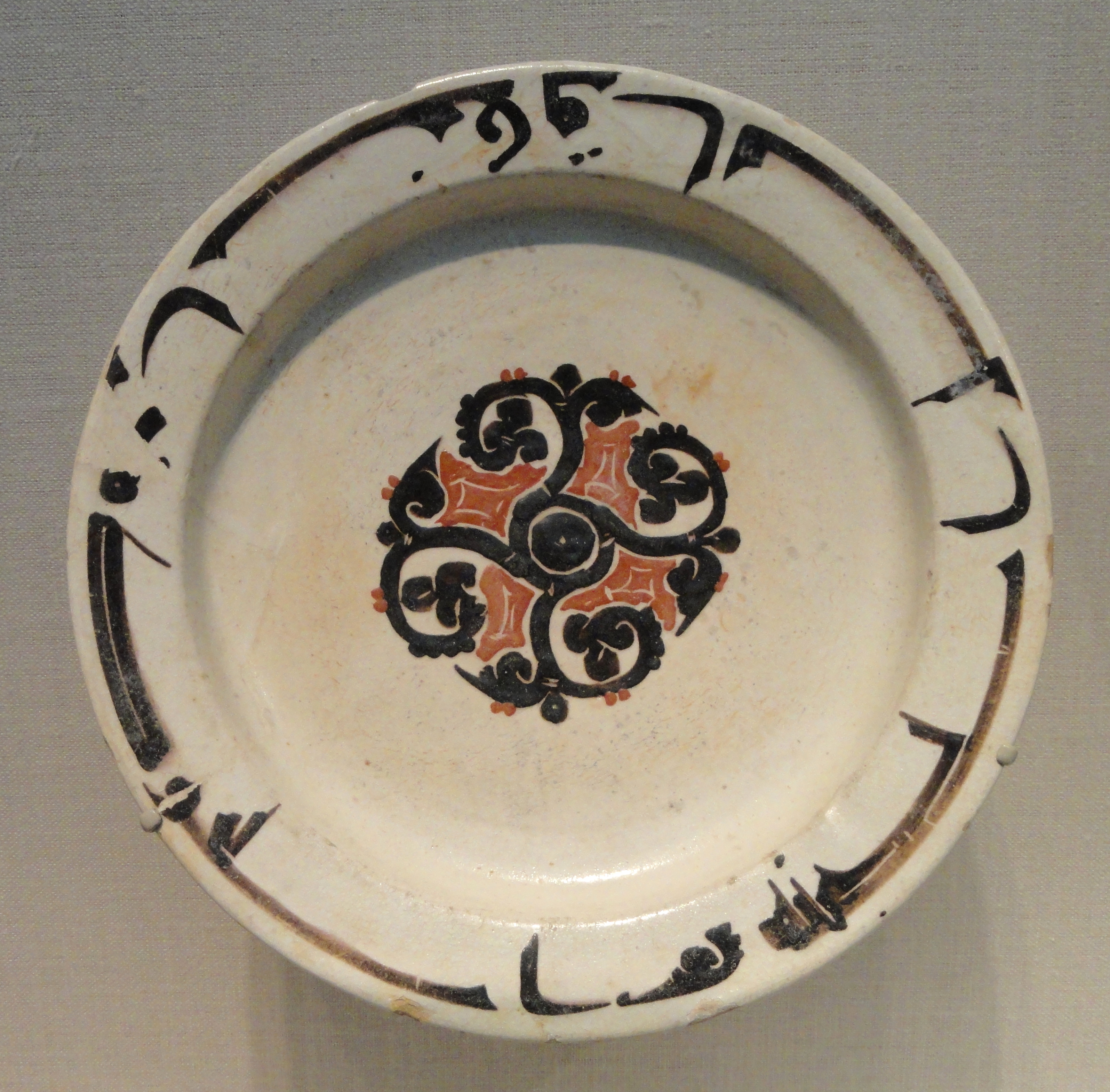
Plat à décor épigraphié, Freer Gallery of Art, Washington D.C.
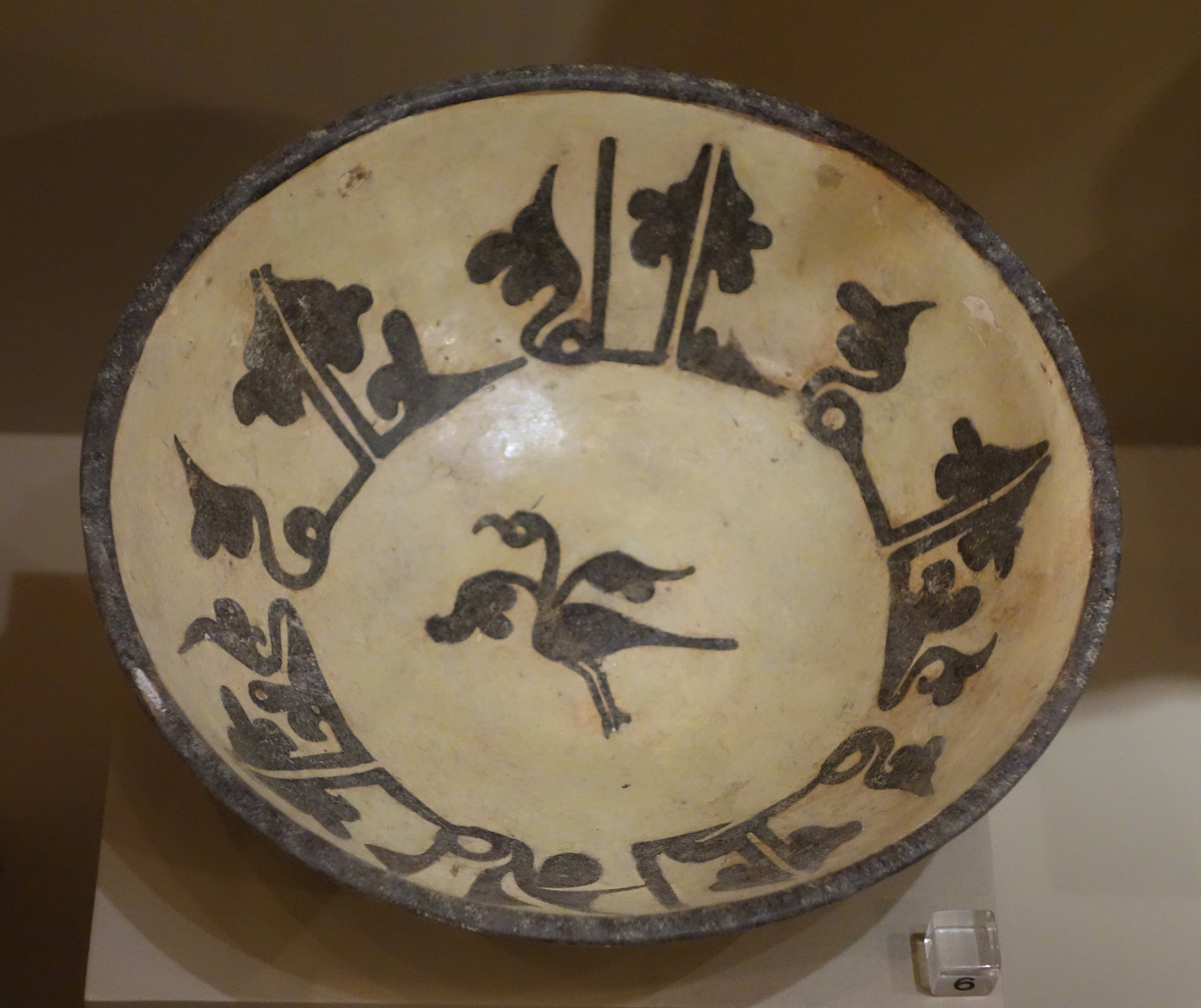
Plat à décor épigraphié, Huntington Museum of Art, Huntington, USA.
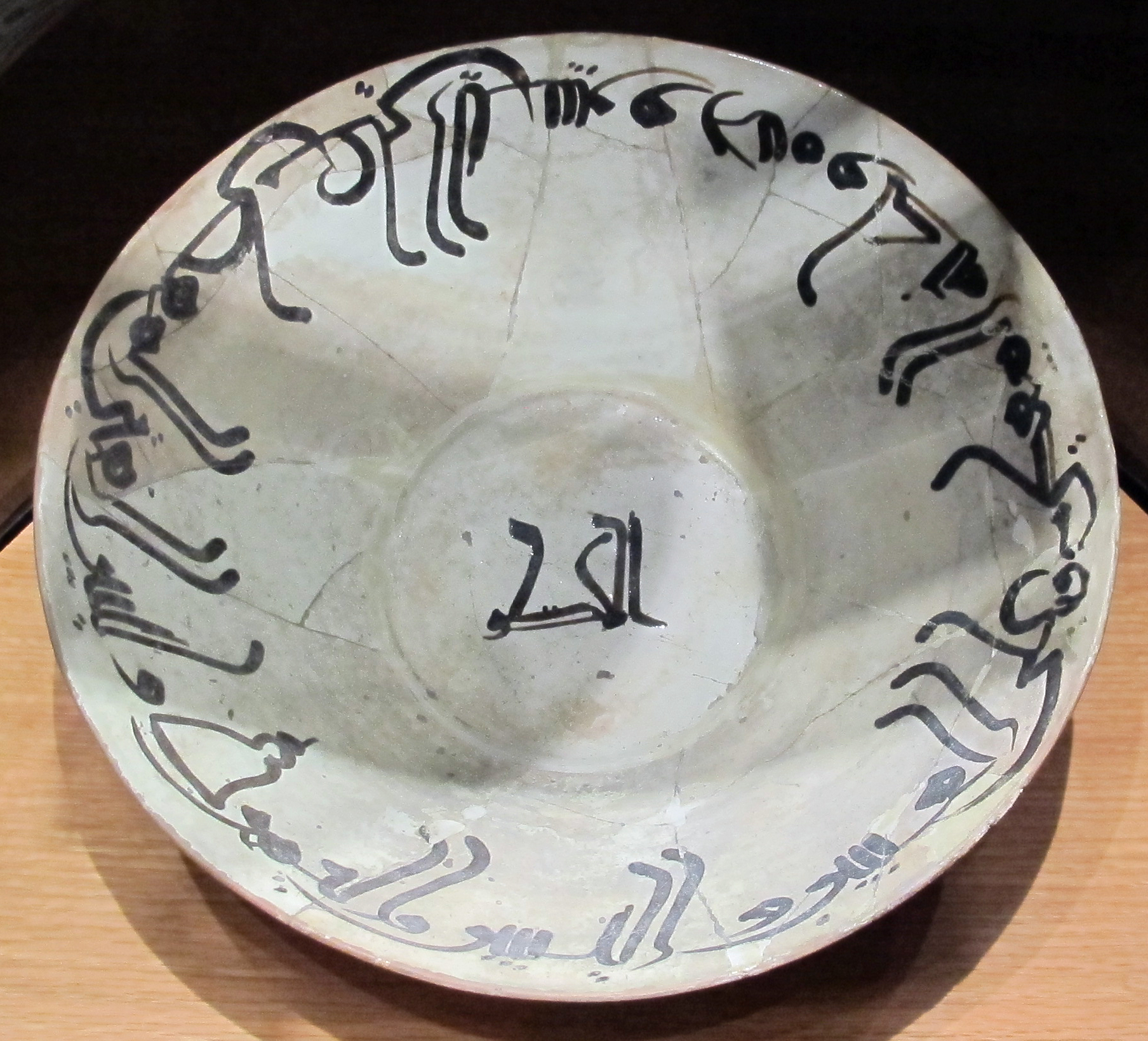
Plat à décor épigraphié, Museo nazionale d'arte orientale, Rome.